# 村川裕
村川 裕（むらかわ ゆたか、1964年5月27日 - ）は、鹿児島放送（KKB）のエグゼクティブアナウンサー。

## 人物・経歴
- 市立第一鹿屋中・県立鹿屋高校・鹿児島大学法文学部を卒業後、1988年4月KKBに入社。
- 大学在学中に当時読売ジャイアンツで活躍していたウォーレン・クロマティのホームランの実況を聴きアナウンサーを志す。採用試験は当時存在した鹿児島の民放3局と九州朝日放送を受験。この年KKBは「実況が出来るアナウンサー｣を採用基準としていた[1]。
- 入社当時は台風中継などを担当し、「ニュースステーション」でも放送された。
- スポーツ番組を中心に活躍し、特番のディレクターを担当することもあった。全国高等学校野球選手権大会鹿児島大会の実況も担当し、2006年の決勝では母校の鹿屋高校が出場したことから優勝監督インタビューを担当。
- 2017年4月「KKBスーパーJチャンネル」のメインキャスターに起用され、12年ぶりに現場復帰。

## 担当番組
☆は現在出演している番組
- KKBスーパーJチャンネル→Jチャン+
  - 全曜日キャスター（2017年7月31日 - 2021年3月26日、2022年4月4日 -2024年3月29日）
  - 水 - 金曜キャスター（2021年3月31日 - 10月29日）
  - 月 - 木曜キャスター（2021年11月1日 - 2022年3月31日）
- News+おやっと![2]☆

・火 - 金曜キャスター（2024年4月2日 - ）

## 過去の担当番組
- Kingspe（1997年10月 - 2006年11月）
- KKBニュース
- シリタカ! 【中継で鹿児島の情報を伝える。】
- スポーツ番組全般